# Châu Nam Cực thuộc Brasil
Châu Nam Cực thuộc Brasil (tiếng Bồ Đào Nha: Antártida Brasileira hay Antártica Brasileira) là một lãnh thổ của châu Nam Cực ở phía nam vĩ tuyến 60° Nam và từ 28°T đến 53°T , được học giả địa chính trị Therezinha de Castro đề xuất là "Vùng quan tâm". Mặc dù nội dung chỉ định chưa bao giờ được xác định chính xác, nhưng nó không chồng lấn về mặt địa lý với các lãnh thổ của Argentina và Anh (khu vực này có chung đường biên giới nhưng không chồng lấn với Lãnh thổ châu Nam Cực thuộc Chile về phía tây). Brasil chính thức tiến hành bảo lưu các quyền lãnh thổ của mình ở Nam Cực khi tham gia Hệ thống Hiệp ước châu Nam Cực vào ngày 16 tháng 5 năm 1975. The Frontage Theory (Teoria da Defrontação) was proposed by Brazilian geopolitical scholar Therezinha de Castro and published in her book Antártica: Teoria da Defrontação.
Bên ngoài vùng quan tâm, Brasil duy trì một cơ sở nghiên cứu có nhân viên thường trực, Trạm Nam Cực Comandante Ferraz (UN/LOCODE: AQ-CFZ), nằm ở Vịnh Admiralty, Đảo King George, gần mũi Bán đảo Nam Cực, có tọa độ 62°08′N 58°40′T / 62,133°N 58,667°T. Bán đảo này là phần cực bắc của lục địa Nam Cực, dễ tiếp cận nhất và ấm nhất của lục địa và do đó, một số quốc gia cũng có cơ sở nghiên cứu nằm trên đó.